# Întoarcerea evreilor deportați în Transnistria în România
În al Doilea Război Mondial, guvernul român condus de Ion Antonescu a decis deportarea evreilor din Basarabia, Bucovina și Dorohoi în Guvernământul Transnistria. Aceasta reprezenta doar prima etapă din planul de purificare etnică a Mareșalului Antonescu, care voia să deporteze toți evreii români în Transnistria, unde condițiile de viață erau groaznice, iar mortalitatea era mare. 
Pe data de 2 ianuarie a anului 1943, Wilhelm Filderman, liderul neoficial al evreimii române, a scris o scrisoare mareșalului Antonescu în care adresa problema condițiilor din lagărele transnistrene, numărul orfanilor crescând de la 1,000 la 5,000. Chiar și deportații care munceau și erau plătiți pentru munca lor nu își permiteau a-și întreține familiile. Filderman oferea și o alternativă la planul de purificare etnică a mareșalului, susținând că dacă evreii ar primi niște salarii decente și le-ar fi dezghețate fondurile, ar putea strânge bani să emigreze în Palestina.

## Delegațiile din Transnistria
Reprezentanții evreilor români s-au străduit pentru a obține dreptul de a vizita Guvernământul Transnistriei. La 21 decembrie 1942, Comitetul Autonom de Ajutor a primit permisiunea de a trimite o delegație în ghetouri și tabără din Transnistria. La 31 decembrie, prima delegație a plecat, în numele Centrului Evreiesc, iar delegația a inclus pe Ephraim Șraga, inginerul Yaakov Schechter, Yechiel Markovich și avocatul Yosef Aver Cohen - dintre care trei aveau rude în Transnistria. Delegația a plecat cu trenul la Odesa pentru a vizita cele 140 de ghetouri și tabere dintre Nistru și sudul Bugului. Delegația s-a întors în București la sfârșitul lunii ianuarie a anului 1943, ținând o ședință la Templul Coral. 
În raportul întocmit de Ephraim Șraga, rabinul-șef Alexandru Șafran și rabinul-șef sefard Sabetay Iosif Jean s-a constatat că 72,214 evrei sunt deportați în Transnistria, îndemnându-i pe evreii bucureșteni să facă donații pentru exilații transnistreni. Cu banii strânși s-au cumpărat haine și hrană pentru deportați. 
În august 1943, Nandor Gingold, șeful Centralei Evreiești, a solicitat  permisiunea de a trimite o altă delegație în Transnistria pentru a supraveghea distribuirea donațiilor. Aprobarea a fost dată și o delegație a plecat. În delegație se aflau și Ephraim Șraga, Yuan Mesuf și Moritz Blumenthal. 

## Întoarcerea evreilor din Dorohoi
Nandor Gingold i-a solicitat lui Radu Lecca să dea voie evreilor originari din Dorohoi, deportați în mod eronat în Transnistria (ca urmare a faptului că județul a fost inclus în Guvernământul Bucovinei, 10,368 de evrei din Dorohoi fiind deportați) să fie repatriați în România, invocând faptul că înaintașii lor au luptat în războiul de independență și în primul război mondial de partea României. 
Pentru întoarcerea acestor evrei au mers 2 delegații: una condusă de Ephraim Șraga, care a mers la Moghilău și una condusă de David Rosenkrantz, care a mers la Tiraspol. Delegațiile au plătit sume foarte mari pentru eliberarea celor 6,107 de evrei care au supraviețuit, majoritatea din Moghilău. Aceștia au fost repatriați în 5 serii, între 19 și 25 decembrie, în anul 1943. 
Cea mai gravă problemă cu care se confruntă exilii care se întorc a fost locuința: casele exilaților au fost naționalizate și majoritatea au fost luate de români. Până la rezolvarea acestor probleme, mulți au dormit prin case, depozite și adăposturi improvizate. Evreii care au reușit să-și recupereze casele au trebuit să plătească chirie, deoarece casele deveniseră proprietatea statului român. Evreilor din Herța nu li s-a permis să se întoarcă în oraș, fiind nevoiți să rămână în Dorohoi.

## Repatrierea orfanilor transnistreni
Cererea de repatriere a orfanilor evrei a fost aprobată de vicepremierul Mihai Antonescu și de vicepreședintele Crucii Roșii din România în mai 1943. 
La 8 ianuarie 1944, Centrul Evreiesc a solicitat Ministerului de interne permisiunea de a repatria în România 4,000 de orfani evrei, originari atât din România Mare, cât și din Guvernământul Transnistriei (sovietici). Aceștia urmau să urmeze ciclul primar în România, urmând a emigra ulterior în Israel. La 5 februarie, comitetul de ajutor a trimis 2 delegații: una în care se aflau și Ephraim Șraga și Yitzhak Artzi, care mergea la Moghilău (unde erau 1,400 de orfani), și una în care se afla David Rosenkrantz, care a mers la Tighina și Tiraspol (unde erau 484 de orfani). 
Pe 6 martie, 2 trenuri cu 1.909 orfani au ajuns din Transnistria la Iași. 160 de copii au rămas în oraș, iar restul au fost repartizați în Vaslui, Bârlad, Roman, Botoșani, Huși, Fălticeni, Piatra Neamț și Bacău, unde au fost primiți în case amenajate special pentru ei, orfelinate și sinagogi, pregătite de dinainte. 
Potrivit unui permis emis de Ministerul de Interne al României la 5 aprilie 1944, aproximativ 1.000 de orfani din localitățile mici au fost adunați la Buzău pentru a emigra în Palestina. Din cauza capacității insuficiente, 600 au fost repatriați ulterior în București, unde au fost îngrijiți de Carol Iancu și soția sa. 
După 17 martie 1944, aproximativ 30.000 de evrei bucovineni și aproximativ 12.000 de evrei basarabeni s-au întors în România. Cheltuielile au fost suportate de Centrul Evreiesc. 